# هیو پورتر
هیو پورتر (انگلیسی: Hugh Porter؛ زادهٔ ۲۷ ژانویهٔ ۱۹۴۰) دوچرخه‌سوار اهل بریتانیا است.
وی در مسابقات کشوری و بین‌المللی در مجموع برندهٔ ۵ مدال طلا، ۲ مدال نقره، ۲ مدال برنز شده‌است.